# Semjonow-Goldmedaille
Die Semjonow-Goldmedaille (russisch Золотая медаль имени Н.Н. Семенова)  wurde nach dem sowjetischen Nobelpreisträger für Chemie Nikolai Nikolajewitsch Semjonow benannt. 1991 wurde sie erstmals von der Akademie der Wissenschaften der UdSSR verliehen. In der Nachfolge wird sie seit 1996 von der Russischen Akademie der Wissenschaften alle fünf Jahre für herausragende Leistungen auf dem Gebiet der Chemie an russische und ausländische Wissenschaftler vergeben.

## Preisträger
- 1991 Roald Hoffmann
- 1996 Witali Iossifowitsch Goldanski
- 2001 Alexander Jewgenjewitsch Schilow
- 2006 Juri Nikolajewitsch Molin
- 2011 Georgi Borissowitsch Manelis
- 2016 Sergei Michailowitsch Aldoschin
- 2021 Wladimir Jewgenjewitsch Fortow (posthum)[1]